# Ivan Bahrjanyj
Ivan Bahrjanyj, nato Ivan Pavlovyč Lozov"jaha (in ucraino Іван Багряний?; Kuzemyn, 2 ottobre 1906 – Neu-Ulm, 25 agosto 1963), è stato uno scrittore, saggista, romanziere e politico ucraino, vincitore post mortem del premio Taras Ševčenko nel 1992 per i suoi romanzi Tyhrolovy e Sad Hetsymans'kyj.

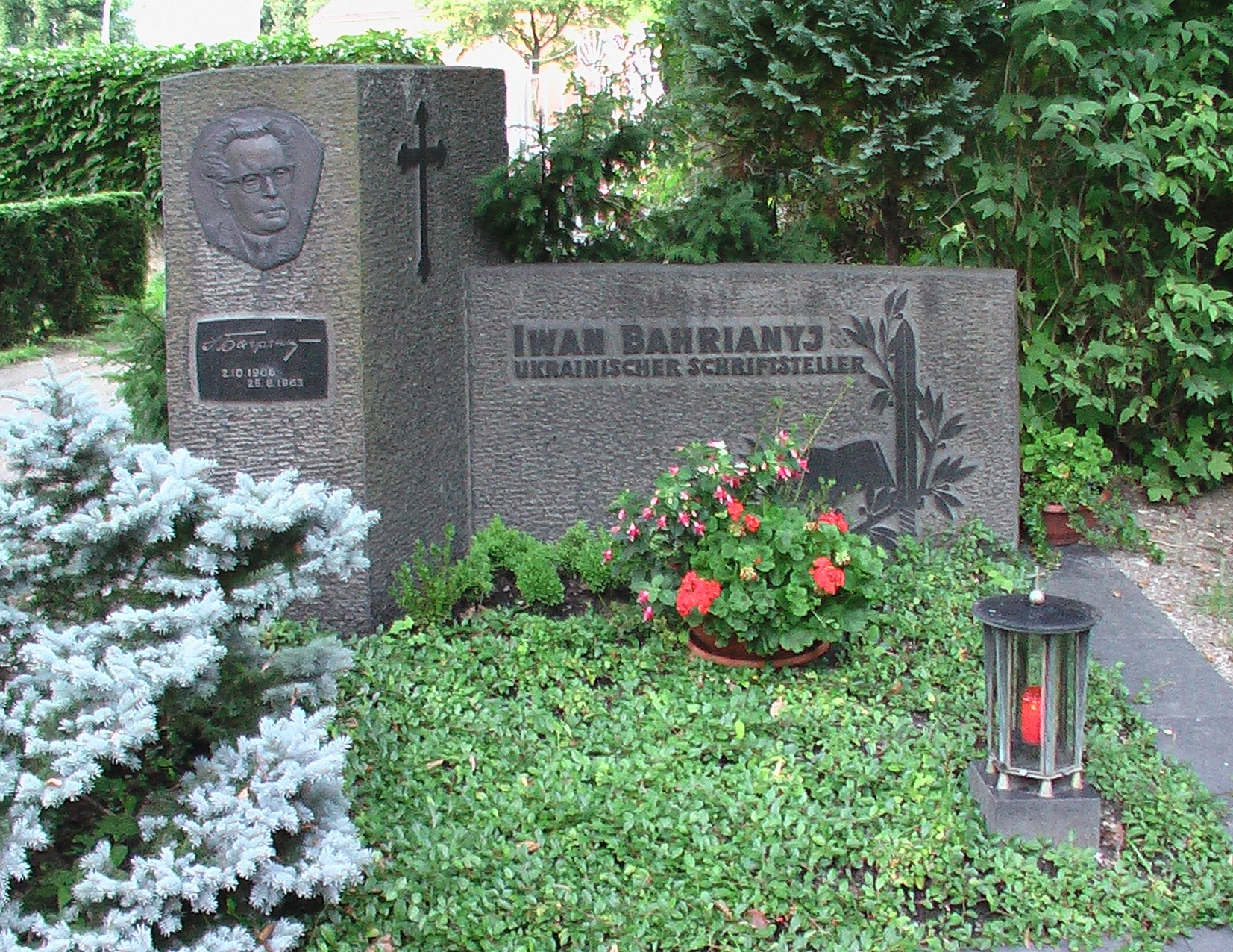
Memoriale di Bahrianyi on Germania, opera dello scultore Leo Mol

Bahrjanyj iniziò a scrivere e pubblicare poesie durante il cosiddetto periodo del "rinascimento ucraino" negli anni 20. Nel 1926 aderì al MARS (Majsternja révoljucijnoho slova – Laboratorio d'Arte Rivoluzionaria), circolo letterario indipendente successivamente sciolto dal governo sovietico e i cui membri furono perseguitati.
Nel 1932 fu arrestato e imprigionato perché le sue poesie erano ritenute “controrivoluzionarie”. Venne detenuto nei campi di concentramento sovietici e venne sottoposto ad esilio forzato nell'Estremo Oriente russo. Malato, fu rilasciato nel 1940 e ritornò nella sua città natale. Nel 1941 la regione di Sumy fu occupata dai tedeschi. Bahrjanyj si trasferì in Galizia e poi, nel 1944, in Germania. Dopo la guerra partecipò alle attività di varie organizzazioni della diaspora ucraina. Dal 1948 fino alla sua morte nel 1963 fu direttore di un giornale di lingua ucraina in Germania, Ukraïns'ki visti.
Il 13 luglio 2023 il Parco Puškin di Kiev, uno dei più grandi della capitale ucraina e intitolato all'omonimo scrittore russo, è stato ribattezzato in suo onore Parco Ivan Bahrjanyj.